# Deens voetbalelftal in 2003
Het Deens voetbalelftal speelde tien officiële interlands in het jaar 2003, waaronder zes duels in de kwalificatiereeks voor het EK voetbal 2004 in Portugal. De selectie stond onder leiding van de medio 2000 aangetreden oud-international Morten Olsen. Vijf spelers kwamen in alle tien duels in actie: Thomas Sørensen, Niclas Jensen, René Henriksen, Thomas Gravesen en Morten Wieghorst. Op de FIFA-wereldranglijst zakte Denemarken in 2003 van de 12de (januari 2003) naar de 13de plaats (december 2003).

## Balans
| Wedstrijden | Wedstrijden | Wedstrijden | Wedstrijden | Doelpunten | Doelpunten | Doelpunten | Punten |
| Gespeeld    | Winst       | Gelijk      | Verlies     | Voor       | Tegen      | Saldo      | Punten |
| ----------- | ----------- | ----------- | ----------- | ---------- | ---------- | ---------- | ------ |
| 10          | 6           | 3           | 1           | 20         | 11         | +9         | 1.500  |

## Interlands
|                                                        |                  |       |                                                                          |                                                                              |
| 12 februari Vriendschappelijk № 673 «onderlinge duels» | Egypte           | 1 – 4 | Denemarken                                                               | Cairo Stadium, Cairo Toeschouwers: 30.000 Scheidsrechter: Abd El Fatah (EGY) |
| 12 februari Vriendschappelijk № 673 «onderlinge duels» | Ahmed Hossam 20' |       | 31' Claus Jensen 59' Jon Dahl Tomasson 68' Claus Jensen 70' Claus Jensen | Cairo Stadium, Cairo Toeschouwers: 30.000 Scheidsrechter: Abd El Fatah (EGY) |

|                                                   |                                     |       | |                                                                                        |
| 29 maart EK-kwalificatie № 674 «onderlinge duels» | Roemenië                            | 2 – 5 | Denemarken                                                                                                  | Stadionul Național, Boekarest Toeschouwers: 55.000 Scheidsrechter: Manuel Mejuto (ESP) |
| 29 maart EK-kwalificatie № 674 «onderlinge duels» | Adrian Mutu 5' Dorinel Munteanu 47' |       | 9' Dennis Rommedahl 53' Thomas Gravesen 71' Jon Dahl Tomasson 74' (e.d.) Cosmin Contra 90' Dennis Rommedahl | Stadionul Național, Boekarest Toeschouwers: 55.000 Scheidsrechter: Manuel Mejuto (ESP) |

|                                                  |            |                                      |                |                                                                             |
| 2 april EK-kwalificatie № 675 «onderlinge duels» | Denemarken | 0 – 2                                | Bosnië en Her. | Parken, Kopenhagen Toeschouwers: 30.845 Scheidsrechter: Anton Stredák (SVK) |
| 2 april EK-kwalificatie № 675 «onderlinge duels» |            | 23' Sergej Barbarez 29' Elvir Baljić |                | Parken, Kopenhagen Toeschouwers: 30.845 Scheidsrechter: Anton Stredák (SVK) |

|                                                     |                     |       |          |                                                                               |
| 30 april Vriendschappelijk № 676 «onderlinge duels» | Denemarken          | 1 – 0 | Oekraïne | Parken, Kopenhagen Toeschouwers: 14.599 Scheidsrechter: Tomasz Mikulski (POL) |
| 30 april Vriendschappelijk № 676 «onderlinge duels» | Thomas Gravesen 37' |       |          | Parken, Kopenhagen Toeschouwers: 14.599 Scheidsrechter: Tomasz Mikulski (POL) |

|                                                 |                    |       |           |                                                                           |
| 7 juni EK-kwalificatie № 677 «onderlinge duels» | Denemarken         | 1 – 0 | Noorwegen | Parken, Kopenhagen Toeschouwers: 41.824 Scheidsrechter: Graham Poll (ENG) |
| 7 juni EK-kwalificatie № 677 «onderlinge duels» | Jesper Grønkjær 5' |       |           | Parken, Kopenhagen Toeschouwers: 41.824 Scheidsrechter: Graham Poll (ENG) |

|                                                            |           |                                      |            |                                                                                        |
| 11 juni EK-kwalificatie № 678 «onderlinge duels» 19:00 uur | Luxemburg | 0 – 2                                | Denemarken | Stade Josy Barthel, Luxemburg Toeschouwers: 6.869 Scheidsrechter: Yuriy Baskakov (RUS) |
| 11 juni EK-kwalificatie № 678 «onderlinge duels» 19:00 uur |           | 22' Claus Jensen 50' Thomas Gravesen |            | Stade Josy Barthel, Luxemburg Toeschouwers: 6.869 Scheidsrechter: Yuriy Baskakov (RUS) |

|                                                                  |                     |       |                    |                                                                               |
| 20 augustus Vriendschappelijk № 679 «onderlinge duels» 19:15 uur | Denemarken          | 1 – 1 | Finland            | Parken, Kopenhagen Toeschouwers: 14.882 Scheidsrechter: Michael McCurry (SCO) |
| 20 augustus Vriendschappelijk № 679 «onderlinge duels» 19:15 uur | Jesper Grønkjær 42' |       | 88' Aki Riihilahti | Parken, Kopenhagen Toeschouwers: 14.882 Scheidsrechter: Michael McCurry (SCO) |

|                                                       |                                                 |       |                                  |                                                                         |
| 10 september EK-kwalificatie № 680 «onderlinge duels» | Denemarken                                      | 2 – 2 | Roemenië                         | Parken, Kopenhagen Toeschouwers: 42.049 Scheidsrechter: Urs Meier (SUI) |
| 10 september EK-kwalificatie № 680 «onderlinge duels» | Jon Dahl Tomasson 35' (pen.) Martin Laursen 90' |       | 51' Adrian Mutu 72' Daniel Pancu | Parken, Kopenhagen Toeschouwers: 42.049 Scheidsrechter: Urs Meier (SUI) |

|                                                     |                 |       |                      |                                                                                   |
| 11 oktober EK-kwalificatie № 681 «onderlinge duels» | Bosnië en Herz. | 1 – 1 | Denemarken           | Koševo Stadion, Sarajevo Toeschouwers: 35.500 Scheidsrechter: Graham Barber (ENG) |
| 11 oktober EK-kwalificatie № 681 «onderlinge duels» | Elvir Bolić 39' |       | 12' Martin Jørgensen | Koševo Stadion, Sarajevo Toeschouwers: 35.500 Scheidsrechter: Graham Barber (ENG) |

|                                                                  |                             |       |                                                                       |                                                                                     |
| 16 november Vriendschappelijk № 682 «onderlinge duels» 16:00 uur | Engeland                    | 2 – 3 | Denemarken                                                            | Old Trafford, Manchester Toeschouwers: 64.159 Scheidsrechter: Vladimír Hriňák (SVK) |
| 16 november Vriendschappelijk № 682 «onderlinge duels» 16:00 uur | Wayne Rooney 5' Joe Cole 9' |       | 8' Martin Jørgensen 30' (pen.) Martin Jørgensen 82' Jon Dahl Tomasson | Old Trafford, Manchester Toeschouwers: 64.159 Scheidsrechter: Vladimír Hriňák (SVK) |

## FIFA-wereldranglijst
| JAN | FEB | MAR | APR | MEI | JUN | JUL | AUG | SEP | OKT | NOV | DEC |
| --- | --- | --- | --- | --- | --- | --- | --- | --- | --- | --- | --- |
| 12  | 11  | 11  | 11  | 10  | 13  | 12  | 15  | 14  | 14  | 13  | 13  |

## Statistieken
| Thomas Sørensen    | 1976-06-12 | Aston Villa          | 10 | 0 | 0 |    |    |
| Verdediging        |            |                      |    |   |   |    |    |
| Niclas Jensen      | 1974-08-17 | Borussia Dortmund    | 10 | 0 | 0 |    |    |
| René Henriksen     | 1969-08-27 | Panathinaikos        | 10 | 0 | 0 | 57 | 0  |
| Martin Laursen     | 1977-07-26 | AC Milan             | 8  | 0 | 1 |    |    |
| Thomas Helveg      | 1971-06-24 | Internazionale       | 6  | 0 | 0 |    |    |
| Per Nielsen        | 1973-10-15 | Brøndby IF           | 1  | 2 | 0 | 4  | 0  |
| Kasper Bøgelund    | 1980-10-08 | PSV Eindhoven        | 1  | 1 | 0 |    |    |
| Martin Albrechtsen | 1980-03-31 | FC Kopenhagen        | 1  | 0 | 0 |    |    |
| Thomas Rytter      | 1974-01-06 | VfL Wolfsburg        | 1  | 0 | 0 |    |    |
| Brian Priske       | 1977-05-14 | KRC Genk             | 0  | 3 | 0 |    |    |
| Thomas Gaardsøe    | 1979-11-23 | West Bromwich Albion | 0  | 1 | 0 |    |    |
| Thomas Rasmussen   | 1977-04-16 | Hansa Rostock        | 0  | 1 | 0 |    |    |
| Asbjørn Sennels    | 1979-01-17 | Brøndby IF           | 0  | 1 | 0 |    |    |
| Middenveld         |            |                      |    |   |   |    |    |
| Thomas Gravesen    | 1976-03-11 | Everton              | 10 | 0 | 3 |    |    |
| Martin Jørgensen   | 1975-10-06 | Udinese              | 8  | 1 | 3 |    |    |
| Morten Wieghorst   | 1971-02-25 | Brøndby IF           | 7  | 3 | 0 |    |    |
| Claus Jensen       | 1977-04-29 | Charlton Athletic    | 6  | 1 | 4 |    |    |
| Christian Poulsen  | 1980-02-28 | Schalke 04           | 3  | 2 | 0 |    |    |
| Jan Michaelsen     | 1970-11-28 | Panathinaikos        | 2  | 2 | 0 |    |    |
| Thomas Røll        | 1977-03-12 | FC Kopenhagen        | 0  | 5 | 0 |    |    |
| Jan Kristiansen    | 1981-08-04 | Esbjerg fB           | 0  | 1 | 0 |    |    |
| Daniel Jensen      | 1979-06-25 | Real Murcia          | 0  | 1 | 0 |    |    |
| Thomas Kahlenberg  | 1983-03-20 | Brøndby IF           | 0  | 1 | 0 |    |    |
| Per Frandsen       | 1970-02-06 | Bolton Wanderers     | 0  | 1 | 0 |    |    |
| Aanval             |            |                      |    |   |   |    |    |
| Jesper Grønkjær    | 1977-08-12 | Chelsea              | 7  | 0 | 2 |    |    |
| Ebbe Sand          | 1972-07-19 | Schalke 04           | 7  | 0 | 0 | 59 | 20 |
| Jon Dahl Tomasson  | 1976-08-29 | AC Milan             | 6  | 2 | 4 |    |    |
| Dennis Rommedahl   | 1978-07-22 | PSV Eindhoven        | 5  | 5 | 2 |    |    |
| Peter Løvenkrands  | 1980-01-29 | Glasgow Rangers      | 1  | 1 | 0 |    |    |
| Søren Berg         | 1976-05-15 | Odense BK            | 0  | 1 | 0 |    |    |
| Peter Madsen       | 1978-04-26 | VfL Bochum           | 0  | 1 | 0 |    |    |
| Kenneth Pérez      | 1974-08-29 | AZ Alkmaar           | 0  | 1 | 0 |    |    |
| Morten Skoubo      | 1980-06-30 | West Bromwich Albion | 0  | 1 | 0 |    |    |
| Peter Møller       | 1972-03-23 | FC Kopenhagen        | 0  | 1 | 0 |    |    |